# Rashid Al Zlami
Rashid Zaid Al Zlami Al-Otaibi (en árabe: رشيد زيد الزلامي العتيبي). (Nacido en 1926- murió el 29 de diciembre de 2014) fue un poeta de Arabia Saudita, también conocido como el poeta beduino.

## Carrera
El 15 de marzo de 2008, el comité de Arabia Saudita para la poesía popular lo honró como el poeta más popular de Arabia Saudita.

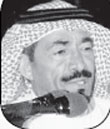

## Vida personal
Rashid Al Zlami nació en el desierto de Hiyaz en 1926, vivió la mayor parte de su vida en Kuwait. Era de la tribu Otaybah, una de las tribus más preeminentes de la región Najd y también la región de Hiyaz.
Al-Zlami era un hombre casado. Además, tenía cinco hijos (uno de ellos murió con un año y medio de edad) y cinco hijas.

## Muerte
Murió el 29 de diciembre de 2014 en Jeddah.